# Богази
Бога̀зи (на гръцки: Μπογάζι; на турски: Boğaz) е село в Кипър, окръг Фамагуста. Според статистическата служба на Северен Кипър през 2011 г. селото има 157 жители.
Де факто е под контрола на непризнатата Севернокипърска турска република.